# Rive-Nord
Rive-Nord (engl. North Shore, dt. „Nordufer“), auch Couronne Nord („nördlicher Kranz“) genannt, ist der Sammelbegriff für die nördlichen Vororte von Montreal. Sie liegen im Südwesten der Provinz Québec am Nordufer der Flüsse Rivière des Prairies und Rivière des Mille Îles, gegenüber den Inseln Île de Montréal (mit Montreal) und Île Jésus (mit Laval). Die Region umfasst 20 Gemeinden in den Verwaltungsregionen Laurentides und Lanaudière.

## Gemeinden
| Laurentides: - Blainville - Bois-des-Filion - Boisbriand - Deux-Montagnes - Lorraine - Mirabel - Oka - Pointe-Calumet - Rosemère - Saint-Eustache - Saint-Joseph-du-Lac - Sainte-Anne-des-Plaines - Sainte-Marthe-sur-le-Lac - Sainte-Thérèse | Lanaudière: - Charlemagne - L’Assomption - Mascouche - Repentigny - Saint-Sulpice - Terrebonne |